# Pocałuj raz, pocałuj dwa
Pocałuj raz, pocałuj dwa… – utwór nagrany przez Martę Mirską  i wydany jako singel przez wytwórnię Melodje.
Autorem muzyki był amerykański kompozytor Jule Styne, polskie słowa utworu napisał w 1948 Henryk Rostworowski. Marcie Mirskiej towarzyszyła Orkiestra Jazzowa Braci Łopatowskich. Na stronie B płyty umieszczono fokstrota „Rendez vous”, którego muzykę napisali Allan Roberts i Doris Fisher. Autorką polskiego tekstu była Marta Mirska. Również i w tym utworze piosenkarce akompaniowała orkiestra B-ci Łopatowskich (tak najczęściej zapisywana była nazwa zespołu}.
Płyta, 10” szelakowy singel odtwarzany z prędkością 78 obrotów na minutę, wydana została przez należącą do Mieczysława Wejmana wytwórnię Mewa. Płyta otrzymała etykietę z nazwą Melodje, której Wejman używał dla części wydawanych przez siebie płyt, i numer kolejny 157 (numery matryc: 47441 i  47435).

## Muzycy
- Marta Mirska – śpiew
- orkiestra Braci Łopatowskich

## Lista utworów
Strona A
1. „Pocałuj raz, pocałuj dwa…” – slow-fox

Strona B
1. „Rendez vous” – fokstrot